# Табуліна Ольга Борисівна
Табуліна Ольга Борисівна — українська оперна і концертна співачка, мецо-сопрано, контральто. 

## Біографія
Народилася 17 жовтня 1982 року у місті Донецьк. Навчалася у Донецькому музично-педагогічному коледжі (1997–2001, клас викладача Фіш Ганни Михайлівни) і Донецькій музичній академії імені Сергія Прокоф’єва (1999–2004, клас народного артиста України Ончула Петра Єпіфановича).
Вивчала вокальне мистецтво бароко у проекті «І Бахівська академія». Під керівництвом вокального педагога Ґертруди Ґюнтер і диригента  Крістфріда Бределя брала участь у виконанні «Страстей за Іваном» Й.-С. Баха.  
З жовтня 2004 року – солістка Національної філармонії України. 
Разом з оркестром Національної філармонії гастролювала в Японії (2013, 2015 і 2017 роки).

## Нагороди
- Юнацький вокальний конкурс «Українське бельканто запрошує» – друга премія (Донецьк, 1998).
- ІІІ Міжнародний конкурс вокалістів ім. А. Б. Солов’яненка «Солов’їний ярмарок – друга премія (Донецьк, 2004).
- ІІ Міжнародний конкурс вокалістів ім. Б. Гмирі – дипломант (Київ, 2008).

## Творчість

### Оперні партії
У доробку співачки такі оперні партії:
- Ульріка з опери «Бал-маскарад» Дж. Верді.
- Любаша з опери Царева наречена М. Римського-Корсакова.
- Дідона з опери Дідона й Еней Г. Перселла (постановка Р. Кофмана).
- Люська з опери В. Бібіка «Біг» (постановка Р. Кофмана).
- Маріана в опері «Синьйор Брускіно» Дж. Россіні (диригент В. Протасов, режисер Ю. Журавкова).

### Альтові партії у вокально-симфонічних творах
Ольга Табуліна також виконувала альтові партії у багатьох вокально-симфонічних творах. Серед них Висока меса (Й. С. Бах), Gloria, Stabat Mater, Magnificat і Salve Regina (А. Вівальді), Stabat Mater (Дж. Перголезі), In convertendo Dominus і Ave Maria (Д. Бортнянський), меси і Реквієм (Моцарт), Petite messe solennelle і Stabat Mater (Дж. Россіні), Симфонія № 9 (Бетховен), Реквієм (А. Дворжак). 

### Твори українських композиторів
У репертуарі співачки є твори сучасних українських композиторів:
- «A song of Degrees» для мецо-сопрано і камерного оркестру (О. Щетинський).
- Кантата для мецо-сопрано і камерного оркестру «Зелень вешняя» (В. Годзяцький).
- Кантата для мецо-сопрано і фортепіанного тріо «На перехресті серця» (О. Яковчук, слова П. Перебийніса).
- Камерна кантата для мецо-сопрано і камерного оркестру «Заглиблення» (О. Яковчук, слова П. Мовчана).
- Вокальний цикл для мецо-сопрано и фортепіано «Уривки з мого Кобзаря» (О. Яковчук, слова І. Губаренка).

Здійснено запис творів А. Скарлатті, Дж. Перголезі, Д. Бортнянського, О. Яковчука для українського радіо. 
Ольга Табуліна є співавторкою проєкту «Перлини бароко» (разом із В. Матюшенко). Проєкт присвячено виконанню духовних творів композиторів бароко.